# Groenewoud (Weert)

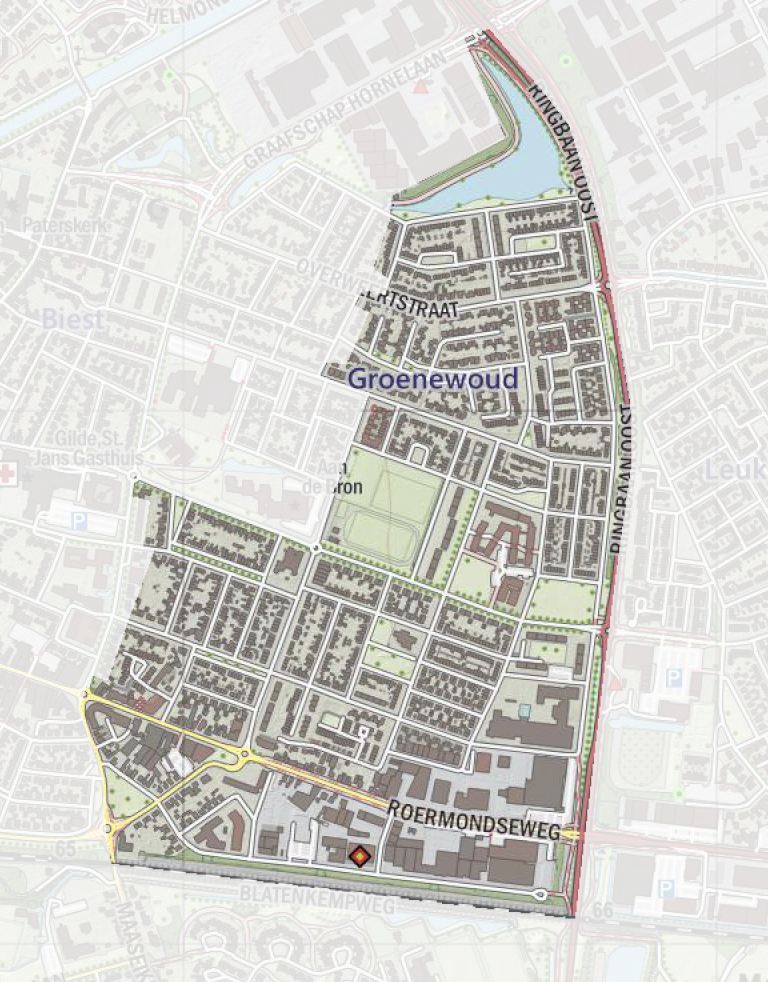
Kaart van Groenewoud (2022)

Groenewoud is een wijk ten oosten van het centrum van Weert. De wijk ligt tussen de wijken  Biest en  Leuken aan de binnenzijde van de  Ringbaan-Oost.
Er zijn weinig voorzieningen te vinden in de wijk. Maar door de nabijheid van zowel het centrum van de stad als de nabijheid van voorzieningen in andere wijken is dat geen probleem voor de inwoners. Er zijn echter wel de volgende belangrijke voorzieningen aanwezig:
- Kerk de Goede Herder, deze is sinds 2004 gesloten en vervult tegenwoordig een culturele functie
- Noordervijver
- Sportpark Sint Louis
- Sportzaal Groenewoud
- Middelbare school: Het Kwadrant
- Evenemententerrein

Verder zijn er in het zuiden van de wijk enkele bedrijven gevestigd.
De wijk Groenewoud is op haar beurt weer onderverdeeld in 2 buurten:
- Groenewoud-Noord: Het gedeelte van de wijk ten noorden van de Maaslandlaan. Deze buurt loopt tot aan de noorderlaan, bij de Noordervijver.
- Groenewoud-Zuid: Het gedeelte van de wijk ten zuiden van de Maaslandlaan tot aan de spoorlijn ten zuiden van de Roermondse weg.

## Fotogalerij

Kerk de Goede Herder
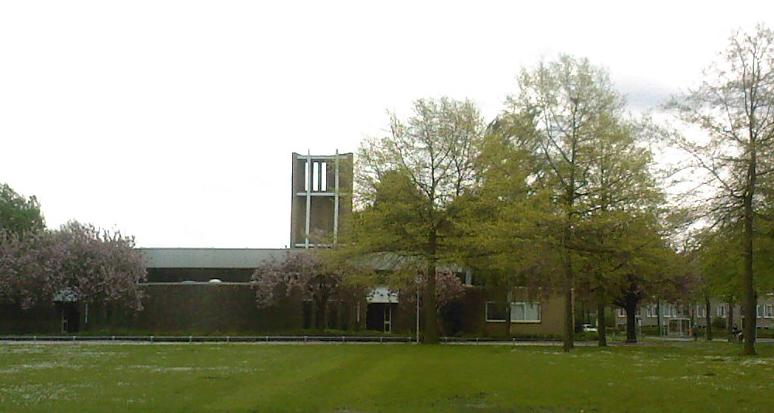
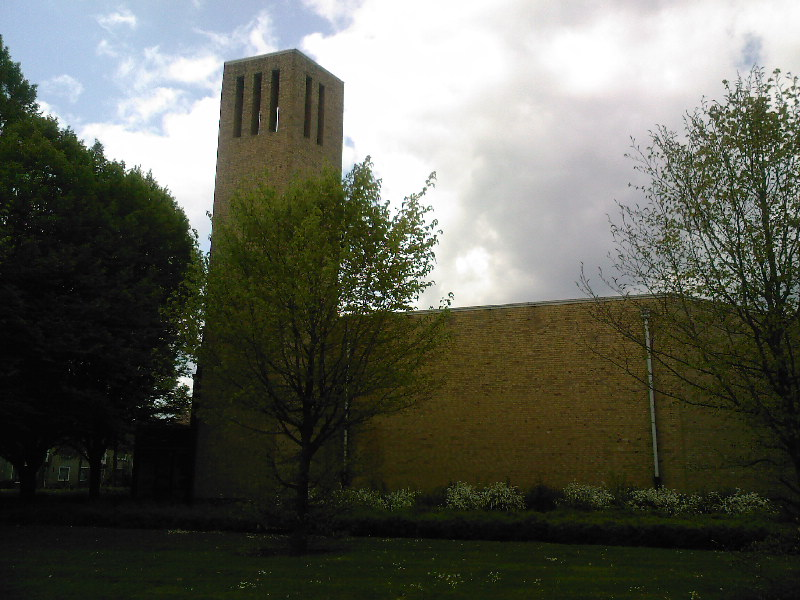

Stad: Weert

Kerkdorpen: Altweerterheide · Laar · Stramproy · Swartbroek · Tungelroy 

Buurtschappen: Altweert · Bosven · Breyvin · Castert · Crixhoek · De Berg · De Boberden · De Horst · Dijkerstraat · Hei · Houtbroek · Hushoven · Oud-Boshoven · Rietbroek · Vlootkant · Wisbroek

Woonwijken: Boshoven (Vrakker · Oda · Oud-Boshoven) · Laarveld · Molenakker · Kampershoek · Fatima · Weert-Centrum · Biest · Groenewoud · Leuken (Vrouwenhof · Leuken-Noord) · Keent (Parkhof) · Moesel · Graswinkel · Rond de Kazerne (Altweert · Boshoverbeek) 

Limburg: Steden en dorpen      Nederland: Provincies · Gemeenten